# صموئيل داي
صموئيل داي (بالإنجليزية: Samuel Day)‏ (29 ديسمبر 1878 لندن المملكة المتحدة - 21 فبراير 1950 المملكة المتحدة) هو لاعب كرة قدم بريطاني.

## روابط خارجية
- صموئيل داي على موقع إي آس بي آن كريك إنفو (الإنجليزية)
- صموئيل داي على موقع قاعدة بيانات كرة القدم.إي يو (الإنجليزية)
- صموئيل داي على موقع ناشيونال فوتبول تيمز (الإنجليزية)